# 現代短歌大賞
現代短歌大賞（げんだいたんかたいしょう）は、日本の短歌の賞。主催は現代歌人協会。前年10月から当年9月までの1年間に刊行された歌集・歌書等のなかで最も優れた著作を顕彰するもの。受賞作には賞状および副賞30万円が贈られる。2023年の選考委員は、栗木京子・坂井修一・穂村弘・大松達知の4名。

## 受賞作一覧

### 第1回～第10回
- 第1回（1978年）  佐藤佐太郎『佐藤佐太郎全歌集』講談社。
  - 選考委員：上田三四二・大岡信・五島茂・木俣修・篠弘。
- 第2回（1979年）  長沢美津編『女人和歌大系』（全6巻）風間書房（1962年 - 1978年）
  - 選考委員：同上。
- 第3回（1980年）  該当作なし
- 第4回（1981年）  五島茂  歌集三部作『展く』白玉書房、1979年、『遠き日の霧』白玉書房、1980年、『無明長夜』石川書房、1980年。
  - 選考委員：上田三四二（欠席）・近藤芳美・五島茂・篠弘・長沢美津。
- 第5回（1982年）  木俣修『雪前雪後』短歌新聞社。／篠弘『近代短歌論争史　明治・大正編』角川書店、1976年。『近代短歌論争史　昭和編』同、1981年。
  - 選考委員：同上。
- 第6回（1983年）  山本友一『日の充実』『続・日の充実』新星書房。
  - 選考委員：上田三四二・近藤芳美・斎藤史・篠弘・高安国世。
- 第7回（1984年）  大野誠夫『水幻記』雁書館。／高安国世『光の春』短歌新聞社。
  - 選考委員：扇畑忠雄・岡井隆・近藤芳美・斎藤史（欠席）・篠弘。
- 第8回（1985年）  土屋文明『青南後集』白玉書房。
  - 選考委員：上田三四二・扇畑忠雄・岡井隆・篠弘・馬場あき子・山本友一。
- 第9回（1986年）  中野菊夫『中野菊夫全歌集』短歌新聞社。／加藤克巳『加藤克巳全歌集』沖積舎。
  - 選考委員：同上。
- 第10回（1987年） 該当作なし

### 第11回～第20回
- 第11回（1988年） 窪田章一郎『窪田章一郎全歌集』短歌新聞社。
  - 選考委員：（選考委員記録なし）
- 第12回（1989年） 該当作なし
- 第13回（1990年） 該当作なし
- 第14回（1991年） 近藤芳美『営為』六法出版社。
  - 選考委員：山本友一・篠弘・馬場あき子・岡野弘彦・宮地伸一。
- 第15回（1992年） 香川進『香川進全歌集』短歌新聞社。
  - 選考委員：山本友一・篠弘・宮地伸一・吉野昌夫・長澤一作。
- 第16回（1993年） 塚本邦雄『魔王』書肆季節社。
  - 選考委員：中野菊夫・岡井隆・篠弘・岡野弘彦・島田修二。
- 第17回（1994年） 該当作なし
- 第18回（1995年） 岡井隆『岡井隆コレクション』（全8巻）思潮社[注釈 1]。
  - 選考委員：加藤克巳・宮英子・武川忠一・宮地伸一・佐佐木幸綱。
- 第19回（1996年） 扇畑忠雄『扇畑忠雄著作集』おうふう。
  - 選考委員：同上。
- 第20回（1997年） 斎藤史『斎藤史全歌集[注釈 2]：1928 - 1993』大和書房。
  - 選考委員：岡井隆・中野菊夫・武川忠一・森岡貞香。

### 第21回～第30回
- 第21回（1998年） 該当作なし
- 第22回（1999年） 清水房雄『老耄章句』不識書院・『斎藤茂吉と土屋文明』明治書院。
  - 選考委員：岡井隆・加藤克巳・森岡貞香。
- 第23回（2000年） 森岡貞香『定本 森岡貞香歌集』砂子屋書房。
  - 選考委員：岡井隆・篠弘・加藤克巳・春日真木子。
- 第24回（2001年） 玉城徹『香貫』短歌新聞社。
  - 選考委員：岡井隆・篠弘・清水房雄・春日真木子。
- 第25回（2002年） 馬場あき子『世紀』梧葉出版。
  - 選考委員：篠弘・加藤克巳・清水房雄・森岡貞香。
- 第26回（2003年） 前登志夫 『流轉』砂子屋書房。
  - 選考委員：篠弘・清水房雄・森岡貞香・馬場あき子。
- 第27回（2004年） 佐佐木幸綱『はじめての雪』短歌研究社。
  - 選考委員：同上。
- 第28回（2005年） 該当作なし
- 第29回（2006年） 岡野弘彦『バグダッド燃ゆ』砂子屋書房。
  - 選考委員：篠弘・馬場あき子・佐佐木幸綱・清水房雄。
- 第30回（2007年） 武川忠一『窪田空穂研究』雁書館。
  - 選考委員：篠弘・岡野弘彦・馬場あき子・佐佐木幸綱。

### 第31回～第40回
- 第31回（2008年） 島津忠夫『島津忠夫著作集(全15巻)』和泉書院。
  - 選考委員：佐佐木幸綱・馬場あき子・篠弘・永田和宏。
- 第32回（2009年） 三枝昂之『啄木：ふるさとの空遠みかも』本阿弥書店。／竹山広『眠つてよいか』（ながらみ書房）並びに過去の全業績。
  - 選考委員：同上。
- 第33回（2010年） 該当作なし
- 第34回（2011年） 岩田正『鴨鳴けり』・『岩田正全歌集』ともに砂子屋書房。
  - 選考委員：佐佐木幸綱・篠弘・高野公彦・馬場あき子。
- 第35回（2012年） 該当作なし
  - 同特別賞：雑誌『短歌研究』短歌研究社。
  - 選考委員：同上。
- 第36回（2013年） 宮英子『青銀色』短歌研究社。
  - 選考委員：同上。
- 第37回（2014年） 蒔田さくら子『標のゆりの樹』砂子屋書房。
  - 選考委員：佐佐木幸綱・高野公彦・栗木京子・馬場あき子。
- 第38回（2015年） 伊藤一彦『土と人と星』砂子屋書房・『若山牧水：その親和力を読む』短歌研究社。
  - 選考委員：同上。
- 第39回（2016年） 大島史洋『河野裕子論』現代短歌社。
  - 選考委員：同上。
- 第40回（2017年） 永田和宏『永田和宏作品集Ⅰ』青磁社。
  - 選考委員：大島史洋・佐佐木幸綱・伊藤一彦・栗木京子。

### 第41回～
- 第41回（2018年） 春日真木子『何の扉か』角川文化振興財団（発売：KADOKAWA）。
  - 選考委員：同上。
- 第42回（2019年） 高野公彦 『明月記を読む(上・下巻)』短歌研究社。
  - 選考委員：同上。
- 第43回（2020年） 久保田淳 『藤原俊成：中世和歌の先導者』吉川弘文館・『「うたのことば」に耳をすます』慶応義塾大学出版会。
  - 選考委員：栗木京子・外塚喬・沖ななも・坂井修一。
- 第44回（2021年） 外塚喬 『鳴禽』本阿弥書店。
  - 選考委員：栗木京子・小島ゆかり・坂井修一・穂村弘。
- 第45回（2022年） 小池光 『サーベルと燕』砂子屋書房。
  - 選考委員：前回に同。
- 第46回（2023年）該当作なし[2]。
  - 同特別賞：竹柏会「心の花」（結社誌）。
  - 選考委員：栗木京子・坂井修一・大松達知・穂村弘